# Szumakow (rejon kurski)
Szumakow (ros. Шумаков) – chutor w zachodniej Rosji, w sielsowiecie brieżniewskim rejonu kurskiego w obwodzie kurskim.

## Geografia
Miejscowość położona jest nad Małają Kuricą (prawy dopływ Bolszajej Kuricy w dorzeczu Sejmu), 6,5 km od centrum administracyjnego sielsowietu (Wierchniekasinowo), 18 km na północny zachód od Kurska, 8,5 km od drogi magistralnej (federalnego znaczenia) M2 «Krym» (część trasy europejskiej E105).
W chutorze znajduje się 29 posesji.
Klimat
Miejscowość, jak i cały rejon, znajduje się w strefie klimatu kontynentalnego z łagodnym ciepłym latem i równomiernie rozłożonymi opadami rocznymi (Dfb w klasyfikacji klimatów Köppena).

## Demografia
W 2010 r. chutor zamieszkiwało 57 osób.